# Podhorie (okres Banská Štiavnica)
Podhorie je obec na Slovensku v okrese Banská Štiavnica. Leží na úpatí Štiavnických vrchů. Patří do chráněné krajinné oblasti Štiavnické vrchy. Ve vesnici stojí římskokatolický kostel Navštívení Panny Marie z roku 1718.

## Historie
Obec Podhorie vznikla z dvou katastrálních území – z Teplé a Žakýlu. Osada Žakýl se v písemných pramenech poprvé uvádí v roce 1352. Jde o opis listiny krále Ľudovíta, majitele šášovského panství. Osada Teplá se poprvé uvádí v listině z roku 1388, podle které ji Magister Frank dostal od Zikmunda Lucemburského do majetku.
Jméno obce Teplá pochází od teplého zřídla a od pramene této teplé vody vyvěrajícího na území obce. Teplá a Žakýl leží na společné hranici mezi tekovskou a hontianskou stolicou a na společné hranici mezi biskupstvím bansko-bystrickým a ostřihomským.
V středověku obě osady patřily k Banské Štiavnici, posléze byly násilně připojeny k hradnímu panství Šášov. Roku 1509 došlo k prvnímu sloučení vesnic pod společným rychtářem. Z tohoto období se zachovala i původní pečeť s vyobrazením svatého Jiřího na koni, zabíjejícího draka. Z této pečetě posléze vznikl obecní znak. Na pečeti se nachází text „SIGILUM REIGI TEBLA ET SCAGKIL 1509“ (pečeť obcí Teplá a Žakýl 1509).
Od roku 1662 Teplá a Žakýl patřily pod komorní panství Šášov se sídlem v Ladomeri, která byla součástí Banské komory v Banské Štiavnici. Po administrativně-územním dělení v letech 1849–1919 obce patřily do Tekovské župy a v letech 1923–1928 do Zvolenské župy. Obyvatelé Žakýlu se zabývali rolnictvím, uhlířstvím, později povoznictvím, zatímco obyvatelé Teplé nejméně dřevorubectvím, což souviselo s rozvojem báňské těžby v Banské Štiavnici.
Obec Podhorie vznikla v roce 1964 sloučením obou obcí.

## Přírodní poměry
Obcí protéká potok Teplá, který pramení pod Kautrínem. V katastrálním území Žakýl se nachází přírodní památka Žakýlské pleso.

## Pamětihodnosti
- Žakýlský hrad severovýchodně od vesnice
- Kostel Navštívení Panny Marie

## Osobnosti
Mezi nejvýznamnější osobnosti působící v obci patřil kněz, kulturní a osvětový pracovník, redaktor, vydavatel a publicista a v letech 1919–1926 předseda Matice Slovenské – František Richard Osvald. Jako kněz působil v Teplé a Žakýlu v letech 1880–1916, kde ho na místní faře často navštěvoval přítel, archeolog a botanik Andrej Kmeť. Na místním hřbitově jsou pochovaní rodiče Františka Richarda Osvalda.